# ارتفاع پست
ارتفاع پست فیلمی ایرانی به کارگردانی ابراهیم حاتمی‌کیا و نویسندگی ابراهیم حاتمی کیا و اصغر فرهادی و تهیه‌کنندگی منوچهر محمدی محصول ۱۳۸۰ است. این فیلم برای نخستین بار در ۲ مرداد ۱۳۸۱ به نمایش درآمد.

## خلاصه داستان
قاسم، جنگ زده‌ای است که در اثر مشکلات مالی تصمیم می‌گیرد با ربودن هواپیمای مقصد بندرعباس آن را به دوبی هدایت کند. او همسر باردار و پسر معلول خود، خواهر و برادرانش را نیز همراه کرده است، اما همسرش نرگس از ماجرا و تصمیم قاسم باخبر است و بقیه برای یافتن کار و زندگی بهتر در محلی جدید با او همراه می‌شوند قاسم برای این کار اسلحه ای تهیه کرده که در آخرین لحظات همسرش به او می‌گوید که آن را نیاورده قاسم هم مجبور می‌شود با حمله به یکی از محافظین هواپیما اسلحه او را تصاحب کند و با آن خلبان را تهدید می‌کند تا هواپیما را به سمت دوبی منحرف کند، و این در حالی است که محافظ دوم ناگهان با آزاد کردن همکارش و کنترل هواپیما، مجدداً تغییر مسیر می‌دهد، اما نرگس در این وضعیت اسلحهٔ مخفی کرده را بیرون آورده و طی یک درگیری، به کمک برادرانش مجدداً کنترل هواپیما را به دست می‌گیرند. همزمان با دنیا آمدن فرزند قاسم، هواپیما در محلی نامعلوم فرود اضطراری کرد. هر کدام از مسافرها آن محل را مکان مورد نظر خود می‌بیند.

## دربارهٔ فیلم
ارتفاع پست، دوازدهمین فیلم بلند ابراهیم حاتمی‌کیا بود. فیلمبرداری این فیلم از ۱۵ مهر ۱۳۸۰ در تهران آغاز شد.
داستان این فیلم بر اساس یک رویداد واقعی که در ۲۳ آذر ۱۳۷۹ در مسیر اهواز به بندرعباس انجام شد، ساخته شده‌بود. در این هواپیما (یاک ۴۰)، ۲۳ نفر از اعضای یک خانواده حضور داشتند که سه نفر از آن‌ها به نام‌های خالد حردانی، فرهنگ پورمنصوری و شهرام پورمنصوری، اقدام به این هواپیماربایی کردند که با واکنش به موقع گارد پرواز، اقدام آن‌ها ناکام ماند. حکم اولیه برای این متهمان، اعدام برای حردانی و حبس ابد برای برادران پورمنصوری بود، ولی وکیل آن‌ها محمد مصطفایی با تلاش خود توانست در سال ۱۳۸۶، احکام آن‌ها را به ۲۰ و ۱۵ سال حبس، کاهش دهد.
به درخواست ابراهیم حاتمی کیا از رئیس دستگاه قضا، این متهمان در تاریخ نهم فروردین ۱۴۰۰ مصادف با نیمه شعبان، عفو و آزاد شدند.

## بازیگران
| بازیگر            | نقش      | توضیحات                 |
| ----------------- | -------- | ----------------------- |
| حمید فرخ‌نژاد      | قاسم     | نقش اصلی                |
| لیلا حاتمی        | نرگس     | همسر قاسم               |
| گوهر خیراندیش     | -        | مادر نرگس               |
| امیرکاوه آهنین‌جان | علیرضا   | امنیت پرواز (لباس شخصی) |
| مهدی ساکی         | مهدی     | برادر نرگس              |
| امیر آقایی        | حسن      | برادر نرگس              |
| احمد کاوری        | مالک     | برادر نرگس              |
| رضا شفیعی‌جم       | ابوالفضل | دوست قاسم               |
| رامتین خداپناهی   | عباس     | -                       |
| محمدعلی اینانلو   | -        | خلبان                   |
| منصور امامی       | -        | کمک خلبان               |
| شهرام قائدی       | فرشید    | امنیت پرواز             |
| فرشته سرابندی     | -        | -                       |
| فاطمه بیگلر       | فرشته    | -                       |
| سیروس همتی        | -        | نظافتچی فرودگاه         |
| تورج فرامرزیان    | -        | برادر قاسم              |

## جوایز و انتخاب‌ها
- برنده سیمرغ بلورین بهترین فیلم (منوچهر محمدی) دوره ۲۰ جشنواره فیلم فجر (بخش مسابقه سینمای ایران) در سال ۱۳۸۰
- برنده سیمرغ بلورین فیلم منتخب تماشاگران (ابراهیم حاتمی کیا) دوره ۲۰ جشنواره فیلم فجر (بخش مسابقه سینمای ایران) در سال ۱۳۸۰
- کاندیدای سیمرغ بلورین بهترین چهره پردازی (مهرداد میرکیانی) دوره ۲۰ جشنواره فیلم فجر (بخش مسابقه سینمای ایران) در سال ۱۳۸۰
- کاندیدای سیمرغ بلورین بهترین جلوه‌های ویژه (جواد شریفی‌راد) دوره ۲۰ جشنواره فیلم فجر (بخش مسابقه سینمای ایران) در سال ۱۳۸۰
- کاندیدای سیمرغ بلورین بهترین بازیگر نقش اول مرد (حمید فرخ‌نژاد) دوره ۲۰ جشنواره فیلم فجر (بخش مسابقه سینمای ایران) در سال ۱۳۸۰
- برنده دیپلم افتخار بازیگر نقش اول زن سال (گوهر خیراندیش) دوره ۲۰ جشنواره فیلم فجر (بخش مسابقه سینمای ایران) در سال ۱۳۸۰
- دومین کارگردان سال (ابراهیم حاتمی کیا) دوره ۱۷ منتخب نویسندگان و منتقدان (بخش بهترین‌های سال) در سال ۱۳۸۱
- برنده تندیس زرین بهترین کارگردانی (ابراهیم حاتمی کیا) دوره ۶ جشن خانه سینما (بخش مسابقه) در سال ۱۳۸۱
- برنده تندیس زرین جایزه ویژه هیئت داوران (ابراهیم حاتمی کیا) دوره ۶ جشن خانه سینما (بخش مسابقه) در سال ۱۳۸۱
- دومین فیلم سال (ابراهیم حاتمی کیا) دوره ۱۷ منتخب نویسندگان و منتقدان (بخش بهترین‌های سال) در سال ۱۳۸۱
- کاندیدای تندیس زرین فیلم منتخب انجمن نویسندگان و منتقدان (ابراهیم حاتمی کیا) دوره ۶ جشن خانه سینما (بخش مسابقه) در سال ۱۳۸۱
- پنجمین فیلم‌نامه سال (اصغر فرهادی) دوره ۱۷ منتخب نویسندگان و منتقدان (بخش بهترین‌های سال) در سال ۱۳۸۱
- پنجمین فیلم‌نامه سال (ابراهیم حاتمی کیا) دوره ۱۷ منتخب نویسندگان و منتقدان (بخش بهترین‌های سال) در سال ۱۳۸۱
- کاندیدای تندیس زرین بهترین فیلم‌نامه (ابراهیم حاتمی کیا) دوره ۶ جشن خانه سینما (بخش مسابقه) در سال ۱۳۸۱
- بهترین فیلمبرداری سال (حسن پویا) دوره ۱۷ منتخب نویسندگان و منتقدان (بخش بهترین‌های سال) در سال ۱۳۸۱
- بهترین تدوین سال (هایده صفی یاری) دوره ۱۷ منتخب نویسندگان و منتقدان (بخش بهترین‌های سال) در سال ۱۳۸۱
- کاندیدای تندیس زرین بهترین تدوین (هایده صفی یاری) دوره ۶ جشن خانه سینما (بخش مسابقه) در سال ۱۳۸۱
- دومین صدابرداری سال (اصغر آبگون) دوره ۱۷ منتخب نویسندگان و منتقدان (بخش بهترین‌های سال) در سال ۱۳۸۱
- بهترین موسیقی سال (محمدرضا علیقلی) دوره ۱۷ منتخب نویسندگان و منتقدان (بخش بهترین‌های سال) در سال ۱۳۸۱
- کاندیدای تندیس زرین بهترین طراحی صحنه (عبدالحمید قدیریان) دوره ۶ جشن خانه سینما (بخش مسابقه) در سال ۱۳۸۱
- دومین طراحی صحنه و لباس سال (عبدالحمید قدیریان) دوره ۱۷ منتخب نویسندگان و منتقدان (بخش بهترین‌های سال) در سال ۱۳۸۱
- کاندیدای تندیس زرین بهترین چهره پردازی (مهرداد میرکیانی) دوره ۶ جشن خانه سینما (بخش مسابقه) در سال ۱۳۸۱
- دومین چهره پردازی سال (مهرداد میرکیانی) دوره ۱۷ منتخب نویسندگان و منتقدان (بخش بهترین‌های سال) در سال ۱۳۸۱
- دومین جلوه‌های ویژه سال (جواد شریفی راد) دوره ۱۷ منتخب نویسندگان و منتقدان (بخش بهترین‌های سال) در سال ۱۳۸۱
- کاندیدای تندیس زرین بهترین فیلم (منوچهر محمدی) دوره ۶ جشن خانه سینما (بخش مسابقه) در سال ۱۳۸۱
- بهترین بازیگر نقش اول مرد سال (حمید فرخ‌نژاد) دوره ۱۷ منتخب نویسندگان و منتقدان (بخش بهترین‌های سال) در سال ۱۳۸۱
- کاندیدای تندیس زرین بهترین بازیگر نقش اول مرد (حمید فرخ‌نژاد) دوره ۶ جشن خانه سینما (بخش مسابقه) در سال ۱۳۸۱
- کاندیدای تندیس زرین بهترین بازیگر نقش اول زن (لیلا حاتمی) دوره ۶ جشن خانه سینما (بخش مسابقه) در سال ۱۳۸۱
- چهارمین بازیگر نقش اول زن سال (لیلا حاتمی) دوره ۱۷ منتخب نویسندگان و منتقدان (بخش بهترین‌های سال) در سال ۱۳۸۱
- کاندیدای تندیس زرین بهترین بازیگر نقش مکمل زن (گوهر خیراندیش) دوره ۶ جشن خانه سینما (بخش مسابقه) در سال ۱۳۸۱
- بهترین بازیگر نقش مکمل زن سال (گوهر خیراندیش) دوره ۱۷ منتخب نویسندگان و منتقدان (بخش بهترین‌های سال) در سال ۱۳۸۱
- کاندیدای تندیس زرین بهترین بازیگر نقش مکمل مرد (رضا شفیعی‌جم) دوره ۶ جشن خانه سینما (بخش مسابقه) در سال ۱۳۸۱
- برنده تندیس زرین بهترین عکس (حسن غفاری) دوره ۶ جشن خانه سینما (بخش مسابقه) در سال ۱۳۸۱
- دومین صداگذاری سال (کیوان جهانشاهی) دوره ۱۷ منتخب نویسندگان و منتقدان (بخش بهترین‌های سال) در سال ۱۳۸۱
- برنده لوح زرین بهترین کارگردان سال (ابراهیم حاتمی کیا) دوره ۳ منتخب سایت ایران اکتور (بخش بهترین‌های سال) در سال ۱۳۸۲
- کاندیدای لوح زرین بهترین فیلم‌نامه سال (اصغر فرهادی) دوره ۳ منتخب سایت ایران اکتور (بخش بهترین‌های سال) در سال ۱۳۸۲
- کاندیدای لوح زرین بهترین فیلم‌نامه سال (ابراهیم حاتمی کیا) دوره ۳ منتخب سایت ایران اکتور (بخش بهترین‌های سال) در سال ۱۳۸۲
- کاندیدای لوح زرین انتخاب ویژه سال (حسن پویا) دوره ۳ منتخب سایت ایران اکتور (بخش بهترین‌های سال) در سال ۱۳۸۲
- کاندیدای لوح زرین انتخاب ویژه سال (هایده صفی یاری) دوره ۳ منتخب سایت ایران اکتور (بخش بهترین‌های سال) در سال ۱۳۸۲
- برنده لوح زرین انتخاب ویژه سال (محمدرضا علیقلی) دوره ۳ منتخب سایت ایران اکتور (بخش بهترین‌های سال) در سال ۱۳۸۲
- برنده لوح زرین بهترین فیلم سال (منوچهر محمدی) دوره ۳ منتخب سایت ایران اکتور (بخش بهترین‌های سال) در سال ۱۳۸۲
- برنده لوح زرین بهترین بازیگر مرد (حمید فرخ‌نژاد) دوره ۳ منتخب سایت ایران اکتور (بخش بهترین‌های سال) در سال ۱۳۸۲
- برنده لوح زرین بهترین بازیگر زن (لیلا حاتمی) دوره ۳ منتخب سایت ایران اکتور (بخش بهترین‌های سال) در سال ۱۳۸۲
- کاندیدای لوح زرین بهترین بازیگر زن (گوهر خیراندیش) دوره ۳ منتخب سایت ایران اکتور (بخش بهترین‌های سال) در سال ۱۳۸۲
- کاندیدای لوح زرین بهترین بازیگر مرد (رضا شفیعی‌جم) دوره ۳ منتخب سایت ایران اکتور (بخش بهترین‌های سال) در سال ۱۳۸۲